# Sparkasse Celle-Gifhorn-Wolfsburg
Die Sparkasse Celle-Gifhorn-Wolfsburg ist eine Sparkasse in Niedersachsen mit Sitz in Gifhorn. Sie ist eine Anstalt des öffentlichen Rechts.

## Geschäftsgebiet und Träger
Das Geschäftsgebiet der Sparkasse Celle-Gifhorn-Wolfsburg umfasst den Landkreis Celle, den Landkreis Gifhorn und die Stadt Wolfsburg, jedoch ohne die Gebiete, in denen die Braunschweigische Landessparkasse vertreten ist (dies sind die Stadtteile Brackstedt, Kästorf, Neuhaus, Reislingen, Velstove, Vorsfelde, Warmenau und Wendschott).
Träger der Sparkasse Celle-Gifhorn-Wolfsburg ist der Sparkassenzweckverband Celle-Gifhorn-Wolfsburg. Am Zweckverband sind der Landkreis Gifhorn zu 30 %, die Stadt Wolfsburg zu 20 %, der Landkreis Celle zu 25 % und die Stadt Celle zu 25 % beteiligt.

## Geschäftszahlen
Die Sparkasse Celle-Gifhorn-Wolfsburg wies im Geschäftsjahr 2023 eine Bilanzsumme von 7,384 Mrd. Euro aus und verfügte über Kundeneinlagen von 5,842 Mrd. Euro. Gemäß der Sparkassenrangliste 2023 liegt sie nach Bilanzsumme auf Rang 49. Sie unterhält 79 Filialen/Selbstbedienungsstandorte und beschäftigt 1.133 Mitarbeiter.

## Sparkassen-Finanzgruppe
Die Sparkasse Celle-Gifhorn-Wolfsburg ist Teil der Sparkassen-Finanzgruppe und gehört damit auch ihrem Haftungsverbund an. Er sichert den Bestand der Institute und sorgt dafür, dass sie auch im Fall der Insolvenz einzelner Sparkassen alle Verbindlichkeiten erfüllen können. Die Sparkasse vermittelt Bausparverträge der regionalen Landesbausparkasse, offene Investmentfonds der Deka und Versicherungen der VGH Versicherungen. Im Bereich des Leasing arbeitet die Sparkasse Celle-Gifhorn-Wolfsburg mit der  Deutschen Leasing zusammen. Die Funktion der Sparkassenzentralbank nimmt die NORD/LB wahr.

## Geschichte
1847 wurde die Stadtsparkasse Gifhorn gegründet, 1866 die Spar-, Leih- und Vorschußkasse zu Wittingen. 1917 errichtete die Stadtsparkasse Gifhorn ihre ersten auswärtigen Annahmestellen in Fallersleben und einigen Dörfern des damaligen Landkreises Gifhorn. Am 9. September 1921 nahm die neu gegründete Kreissparkasse Gifhorn ihren Geschäftsbetrieb auf. 1934 wurden die Kreissparkasse Wittingen, deren Geschäftsgebiet der 1932 aufgelöste Kreis Isenhagen war, und die Stadtsparkasse Gifhorn in die Kreissparkasse Gifhorn überführt. 1935 wurde das heute noch bestehende Bankgebäude am Schloßplatz in Gifhorn eröffnet.
Die Kreissparkasse Gifhorn war die erste auswärtige Bank, die sich in der am 1. Juli 1938 gegründeten Stadt des KdF-Wagens bei Fallersleben niederließ. Bereits am 18. November 1938 eröffnete sie eine Geschäftsstelle in der noch im Aufbau befindlichen Stadt, die sich bis 1945 in einer inzwischen abgerissenen Holzbaracke am Schachtweg befand. Das erste Girokonto wurde noch am Eröffnungstag für Günther Graf von der Schulenburg-Wolfsburg, den damaligen Besitzer von Schloss Wolfsburg, angelegt. Nach mehreren Umzügen eröffnete die Kreissparkasse Gifhorn, seit dem 1. Januar 1978 und der Bildung eines Sparkassenzweckverbandes in Sparkasse Gifhorn-Wolfsburg umbenannt, 1954 ihre noch heute bestehende Geschäftsstelle in der Porschestraße.
Am 1. September 2019 fusionierte die Sparkasse Gifhorn-Wolfsburg mit der Sparkasse Celle zur Sparkasse Celle-Gifhorn-Wolfsburg. 